# Prodidomus geniculosus
Prodidomus geniculosus là một loài nhện trong họ Gnaphosidae.
Loài này thuộc chi Prodidomus. Prodidomus geniculosus được R. de Dalmas miêu tả năm 1919.